# 少齒鬚鰻
少齒鬚鰻為輻鰭魚綱鰻鱺目糯鰻亞目蛇鰻科鬚鰻屬的其中一種，分布於中西太平洋海域，棲息於底層水域，屬肉食性，生活習性不明。

## 擴展閱讀
維基物種上的相關：少齒鬚鰻